# Чжушань (Цзиндэчжэнь)
Чжуша́нь (кит. упр. 珠山, пиньинь Zhūshān) — район городского подчинения городского округа Цзиндэчжэнь провинции Цзянси (КНР).

## История
После образования КНР в 1949 году Цзиндэчжэнь был выделен из уезда Фулян в отдельный городской уезд, а с 1953 года был подчинён напрямую властям провинции Цзянси. В 1970 году основная урбанизированная зона стала районом Цзинбэй (景北区). В 1980 году район Цзинбэй был переименован в Чжушань.
В 2002 году было произведено перераспределение территорий между районами Чанцзян и Чжушань.

## Административное деление
Район делится на 9 уличных комитетов.